# برخی زنان
برخی زن‌ها (انگلیسی: Certain Women) ، فیلمی به کارگردانی کلی رایشارد است که در سال ۲۰۱۶ منتشر شد. از بازیگران آن می‌توان به لورا درن، کریستن استوارت و میشل ویلیامز اشاره کرد.